# Stenaelurillus guttiger
Stenaelurillus guttiger är en spindelart som först beskrevs av Simon 1901.  Stenaelurillus guttiger ingår i släktet Stenaelurillus och familjen hoppspindlar. Inga underarter finns listade i Catalogue of Life.